# Clesly Evandro Guimarães
Clesly Evandro Guimarães, detto Kelly (Barra Bonita, 28 aprile 1975), è un ex calciatore brasiliano, di ruolo attaccante.

## Caratteristiche tecniche
Giocava come attaccante e centrocampista offensivo.

## Carriera

### Club
Cresciuto nel settore giovanile del Bragantino, passò al Club Deportivo Logroñés in Spagna per una stagione, segnando una sola rete, prima di tornare in patria, dove fu al centro di un contenzioso tra Flamengo e Atlético Paranaense per la sua contrattazione; visse in quest'ultima squadra il periodo migliore della sua carriera.
Dopo le vittorie nel campionato Paranaense decise di tornare all'estero, stavolta ai giapponesi dell'FC Tokyo; vi rimase fino al 2004, sfiorando le cento presenze. Dopo un buon periodo al Cruzeiro, giocò con l'Al-Ain, prima di tornare all'Atlético-PR e chiudere lì la carriera.

## Palmarès

### Club

#### Competizioni nazionali
- Campionato Paranaense: 3

Atlético-PR: 1998, 2000, 2001
- Coppa del Giappone: 1

Tokyo: 2004